# Dr.코토 진료소
《Dr.코토 진료소》(Dr.コトー診療所, 닥터-)는 야마다 다카토시(山田貴敏)의 만화, 또는 이를 원작으로 한 드라마이다.

## 개요
2000년 쇼가쿠칸의 《주간 영 선데이》에서 연재를 시작했고, 대한민국에는 2001년부터 대원씨아이를 통해 단행본이 발매됐다. 2004년에는 제49회 쇼가쿠칸 만화상에서 일반부문을 수상했다.
2003년에는 후지 TV에서 드라마로 만들었으며, 2004년에는 스페셜판, 2006년에는 새 시리즈(2기)가 방송됐다. 대한민국에는 메디TV를 통해 방송했다.

## 줄거리
고토 켄스케는 도쿄의 대학 병원에서 근무했던 뛰어난 의사였지만, 어떤 이유에서인지 외딴 섬 고시키섬의 한 병원으로 전근을 가게 된다. 섬에는 3개월째 의사가 없었고, 그는 환영받지 못했다. 게다가 섬에서 4개월째 근무 중인 간호사 호시노 아야카는 병원에 오는 환자가 거의 없으며, 설령 오더라도 응급 처치만 받고 배로 6시간이나 걸리는 본토 병원으로 간다고 말한다. 그 이후로 고토는 수많은 환자를 치료하고 그의 인품으로 섬 주민들의 신뢰를 얻게 되었다.